# Livron-sur-Drôme
Livron-sur-Drôme é uma comuna francesa na região administrativa de Auvérnia-Ródano-Alpes, no departamento de Drôme. Estende-se por uma área de 39,52 km². Em 2010 a comuna tinha 9 301 habitantes (densidade: 235,3 hab./km²).